# Schloss Delitzsch

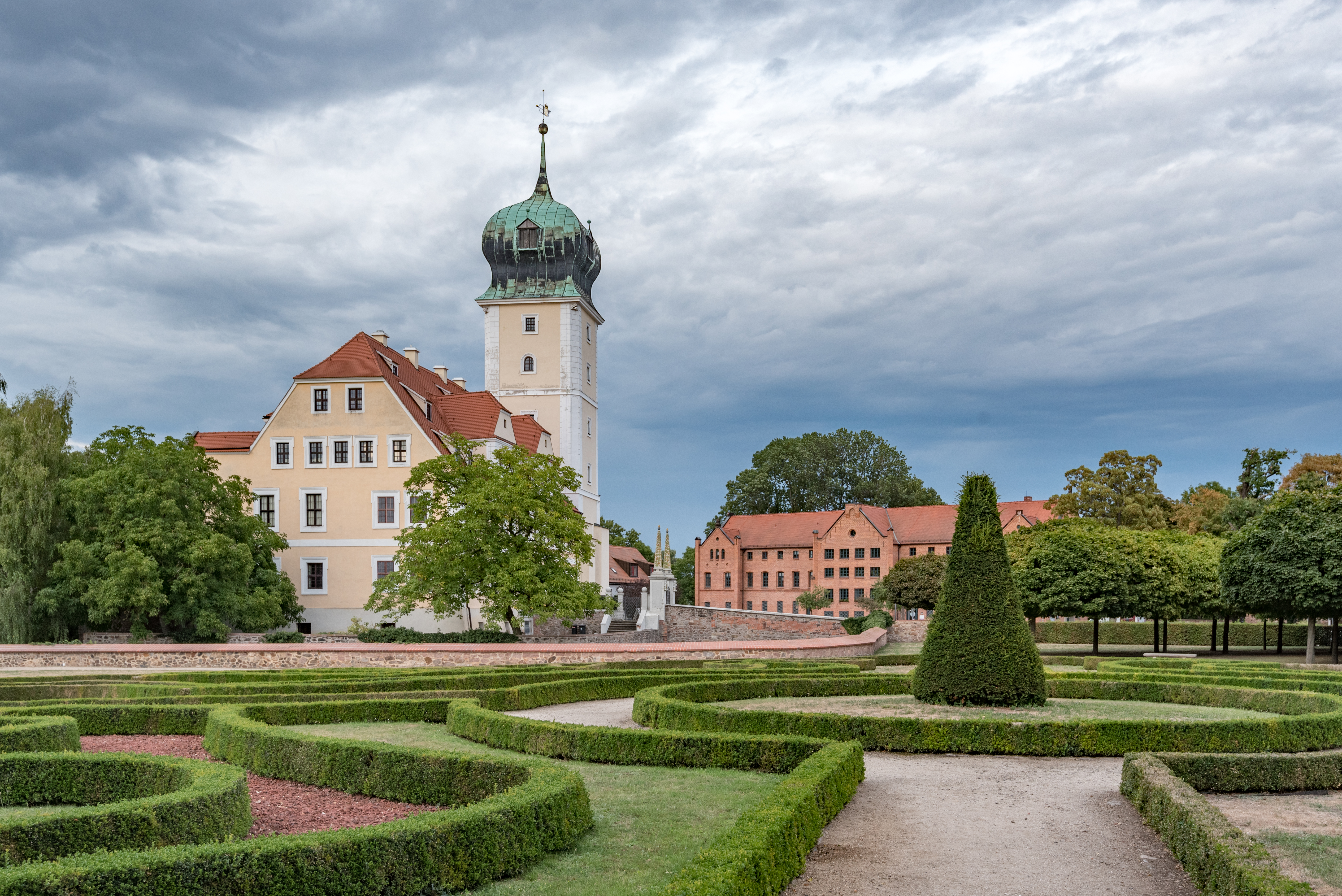
Südwestfassade mit dem Barockgarten im Vordergrund

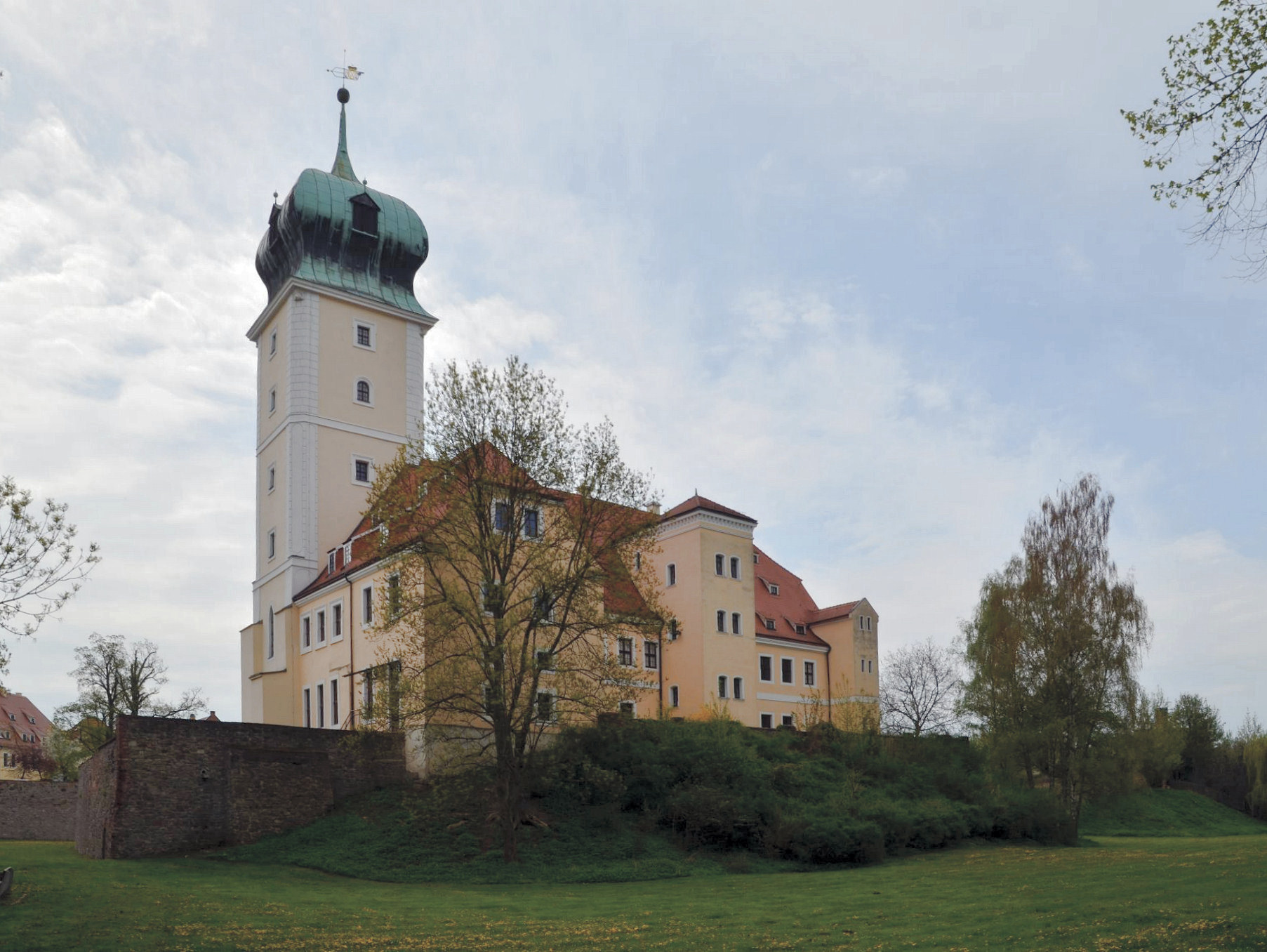
Nordostfassade mit den Schlosswiesen im Vordergrund

Das Barockschloss Delitzsch liegt in der nordsächsischen Stadt Delitzsch und ist eines der ältesten Schlösser im Nordwesten von Sachsen. Gebäude und angrenzender Gartenbereich sind in den planmäßig angelegten historischen Stadtteil eingebunden, in dem eine Hauptstraße südlich des Schlossgeländes verläuft. Bestehend aus einem Herrenhaus, einem kleinen nordwestlich und einem größeren nordöstlich angrenzenden Nebenflügel, wurde es in mehreren Bauphasen errichtet und architektonisch verändert. Von dem ursprünglichen Bau aus dem frühen 12. Jahrhundert sind nur noch die Fundamente erhalten. Zu den ältesten noch erhaltenen Bauteilen gehören zwei Tiefkeller und der Turm, welche der Markgraf von Meißen, Wilhelm I., ab 1389 errichten ließ.
Auf den Grundmauern einer gotischen Wasserburg erbaut, diente die Anlage den Wettinern von 1387 bis 1540 als Verwaltungs- und Reiseresidenz. Anschließend ließen die Herzöge und Kurfürsten von Sachsen die Burg von 1540 bis 1558 zum Renaissanceschloss umbauen und bewohnten es während ihrer Reisen. Ende des 17. Jahrhunderts wurde die Anlage letztmals äußerlich verändert, wodurch sie ihr barockes Erscheinungsbild erhielt. Fortan nutzte es das Fürstentum Sachsen-Merseburg als Witwen- und Reiseresidenz.
Nach etappenweiser Restaurierung ab 1993 wird das Barockschloss Delitzsch heute als Museum, Tourist-Information, Standesamt, Außenstelle der Kreismusikschule „Heinrich Schütz“ Nordsachsen, Klanggewölbe und überregionaler Veranstaltungsort genutzt. Das Kulturdenkmal ist im Eigentum der Großen Kreisstadt Delitzsch.

## Baugeschichte

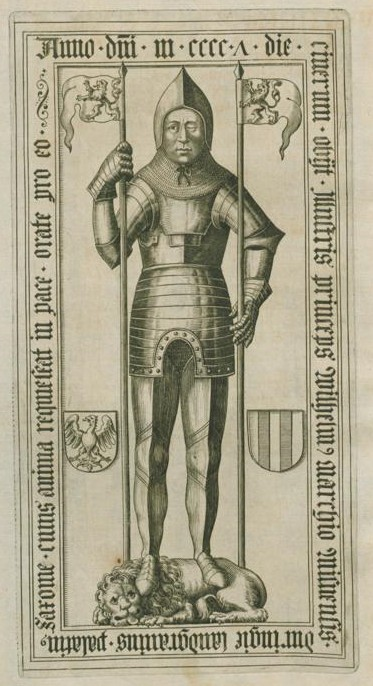
Wilhelm I. von Meißen

Im 9./10. Jahrhundert errichteten slawische Sorben im Schutz der damaligen Loberbachschleife eine hölzerne Burg auf der Fläche des heutigen Schlossgartens. In der frühen Phase der Ostkolonisation unter König Heinrich I. geriet das Gebiet zwischen Saale und Elbe unter die Herrschaft deutscher Ministerialen, die anstelle der hölzernen Slawenburg einen steinernen Burgward auf der benachbarten Anhöhe errichteten. Im Schutz der erweiterten Burg wurde 1140/50 im nördlichen Vorburgbereich eine frühstädtische Slawensiedlung von Handwerkern und Kaufleuten angelegt. Um 1200 entwickelte sich die Burg zum Sitz eines unteren Gerichtsbezirks. Für die Zeit zwischen 1207 und 1224 sind drei Gerichts- und Lehntage der Markgrafen von Meißen und Landgrafen von Thüringen urkundlich nachgewiesen. Die Burganlage diente neben der Funktion als Verwaltungs- und Vogteisitz auch als Reiseresidenz der Wettiner.
Nach dem Tod Friedrichs III. im Jahr 1381 vollzog Wilhelm I. mit seinem Bruder Balthasar von Wettin die sogenannte Chemnitzer Teilung, bei der er die Markgrafschaft Meißen als Erbteil erhielt. Daraufhin ließ er den steinernen Burgward von 1387 bis 1391 zu einer wehrhaften Wasserburg im Stil der Gotik umbauen, von deren Existenz noch der Schlossturm und zwei Tiefkeller zeugen. Die Burg stand auf einem Berg und war von einem Graben umgeben, der mit dem Wall sowie Wassergraben der Stadt verbunden und nur durch eine Brücke zu überqueren war. Markgraf Wilhelm I. nutzte die Burganlage als eine seiner beliebtesten landesherrlichen Reiseresidenzen. In dieser Funktion diente es bis in das 16. Jahrhundert der sächsischen Landesherrschaft und zur Unterbringung der landesherrlichen Ämterverwaltung.
Unter dem albertinischen Herzog Moritz von Sachsen und dessen Nachfolger Kurfürst August wurde die Burg zwischen 1540 und 1558 im Stil der Renaissance für die Kurfürsten von Sachsen umgebaut. Den vorläufigen Bauabschluss bildeten die Verhandlungen des kurfürstlichen Landrentmeisters über den Ankauf des Schlossgrabens von der Stadt Delitzsch. Wie in den Jahrzehnten zuvor sind zahlreiche Besucher der sächsischen Herrscher nachgewiesen, die das Schloss auf ihren Reisen als Aufenthaltsort nutzten. Beispielsweise übernachtete dort im Jahr 1600 Landgraf Moritz von Hessen und wurde vom Amtmann bewirtet. Mit Johann Georg I. hielt sich dort am 2. November 1616 vorläufig zum letzten Mal ein Kurfürst im Schloss auf. Im Gegensatz zu den meisten landesherrlichen Schlössern des Kurfürstentums Sachsen überstand das Delitzscher Schloss den Dreißigjährigen Krieg weitgehend unbeschadet, sein Erscheinungsbild war aber infolge von Einquartierungen schwedischer Söldnerverbände beschädigt. Nach dem Friedensschluss von 1648 war Kursachsen wirtschaftlich und sozial geschwächt. Es erforderte große Anstrengungen, Verwaltung und Finanzwesen hauptsächlich auf der regionalen Ebene zu reorganisieren. Dazu gehörte die Wiederherstellung der Verwaltungsgebäude. In diesem Zusammenhang wurde 1652 auch das Delitzscher Schloss wieder instand gesetzt.

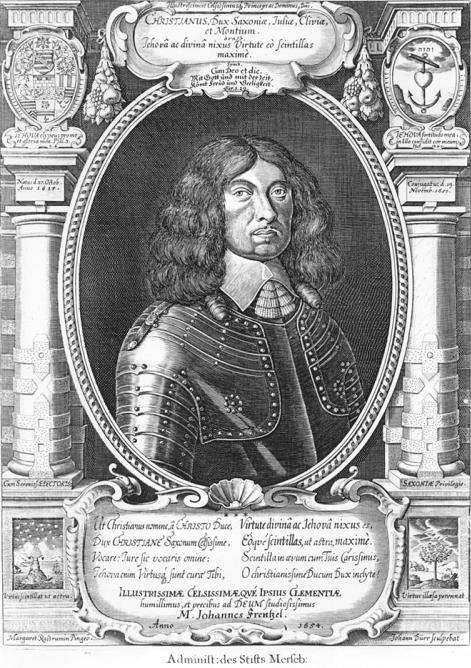
Christian I. von Sachsen-Merseburg

Als 1656 der sächsische Kurfürst Johann Georg I. starb, wurde nach seinem Testament von 1652 eine faktische Landesteilung Sachsens vollzogen. So gab es neben dem weiter bestehenden Restkurfürstentum noch drei sogenannte Sekundogenituren, zu denen auch das Herzogtum Sachsen-Merseburg mit dem Gebiet um Delitzsch gehörte. Dieses Herzogtum kam unter die Herrschaft von Herzog Christian I., der das alte Bischofsschloss in Merseburg zu seiner Residenz und das Schloss in Delitzsch zum künftigen Witwensitz seiner Gemahlin ausbauen ließ. Zu Anfang musste auf Anweisung der herzoglichen Räte das Amt Delitzsch die Wohn- und Diensträume im Schloss verlassen. Dafür entstanden in den folgenden Jahren im Schlossbezirk neue Dienstgebäude, die auch heute noch bestehen. Die ersten Bauarbeiten begannen am 24. Juni 1689 unter der Leitung von Hofmaurermeister Simon Juffan. Der Schwerpunkt lag im Ausbau des repräsentativen Fürstenhauses, das in der Beletage das Appartement der fürstlichen Witwen sowie Empfangs- und Gästeräume aufnehmen sollte. Das Gebäude wurde im Stil des sächsischen Frühbarocks gestaltet, wobei der Schlossturm 1695 eine barocke Haube aufgesetzt bekam. Diese sogenannte Welsche Haube war und ist das Erkennungszeichen des Schlosses. Die große Wetterfahne mit den Initialen CW (für Christianas Wittum) und der Fürstenhaube verwies früher weithin sichtbar auf den Wohnsitz Christianas. Die letzten Bauarbeiten wurden im Jahr 1696 abgeschlossen. Jedoch zog die bereits verwitwete Herzogin Christiana von Sachsen-Merseburg mit ihrem Hofstaat von etwa 30 Personen bereits am 31. Mai 1692 in das Schloss ein und ließ noch im selben Jahr den heutigen Schlossgarten nach französischen Vorbildern in unmittelbarer Nachbarschaft des Schlosses anlegen.

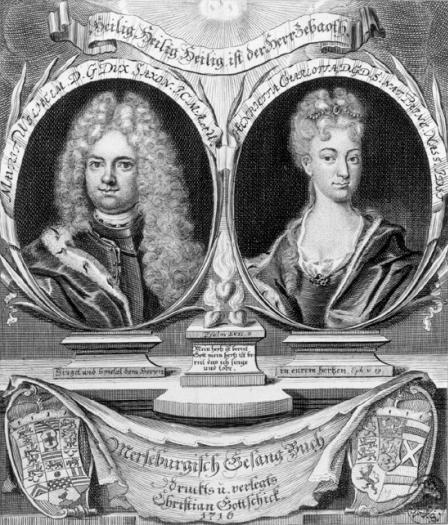
Moritz Wilhelm von Sachsen-Merseburg und Henriette Charlotte von Nassau-Idstein

Nach dem Tod der Herzogin Christiane im Jahr 1701 nutzte das Merseburger Herzogshaus das Schloss nur noch ab und zu als Reiseresidenz. Erst von 1731 bis 1734 wurde mit dem Einzug der kunstsinnigen Herzogin Henriette Charlotte, geborene Prinzessin von Nassau-Idstein und Witwe von Herzog Moritz Wilhelm von Sachsen-Merseburg, das Schloss wieder regelmäßig als Wohnsitz genutzt. Schon vor dem Einzug Henriette Charlottes am 30. November 1731 weilte das fürstliche Paar nach seiner Hochzeit im November 1711 im Schloss Delitzsch. Herzog Moritz Wilhelm starb am 21. April 1731 in Merseburg, ohne Nachkommen zu hinterlassen. Nach den mehrtägigen Beisetzungsfeierlichkeiten zog sich seine Witwe auf das Schloss Delitzsch zurück, wo zuvor Herzog Heinrich die von Henriette Charlotte gewünschten Umgestaltungsarbeiten veranlasst hatte. Henriette Charlotte nahm Einfluss auf die Innenraumgestaltung und brachte ihre private Schatzkammersammlung mit. Aus dieser Zeit stammen die repräsentativen Türen, die bedruckten Leinentapeten und die Kamine in den herzoglichen Privatgemächern. Die Herzogin starb am 8. April 1734 im Schloss und wurde am 4. Mai auf ihren Wunsch vor dem Altar der Stadtkirche St. Peter und Paul beigesetzt. Da das Ehepaar keine Nachkommen hatte, fiel die Sekundogenitur Sachsen-Merseburg 1738 wieder an das Kurfürstentum Sachsen zurück. Das Delitzscher Schloss ist das einzige Baudenkmal von Sachsen-Merseburg auf dem heutigen Territorium des Freistaates Sachsen.
Ein großer Teil des herrschaftlichen Mobiliars wurde am 17. September 1755 nach Schloss Hubertusburg gebracht. Nur wenige Jahre später erfolgte wiederum ein Aderlass: „Auf Anweisung des sächsischen Administrators Prinz Franz Xaver hatte 1767 der Delitzscher Hausmarschall und Amtssekretarius Müller das alte Kirchenornat aus der Schlosskapelle nach Dresden zu liefern, wohin man es im Inventar aus anderen aufzulösenden Beständen landesherrlicher Schlösser verkauft hatte.“ Dagegen blieben sämtliche Einbauten wie Kamine, Öfen, Fenster- und Sockelpaneele, Tapeten und auch das Plattenparkett des Schlosses erhalten. Bis zum Jahr 1770 gehörte das Schloss in die Zuständigkeit des „Hauß Marschall-Amtes“ in Dresden, dann wurde es der kurfürstlichen Kammer übertragen. Nach den 1785 vorgenommenen Umbauten nutzte man es als Justiz- und Rentamt für Verwaltungszwecke, entfernte alle Einbauten der Schlosskapelle und verkaufte Altar und Kanzel nach Hohenroda. Die Kapelle wurde zunächst noch als Archiv genutzt, bevor sie wenige Jahre später abgebrochen wurde. Den nach Norden angebauten steinernen Altan brach man zusammen mit der steinernen Brustwehr dagegen erst im Jahr 1813 ab.

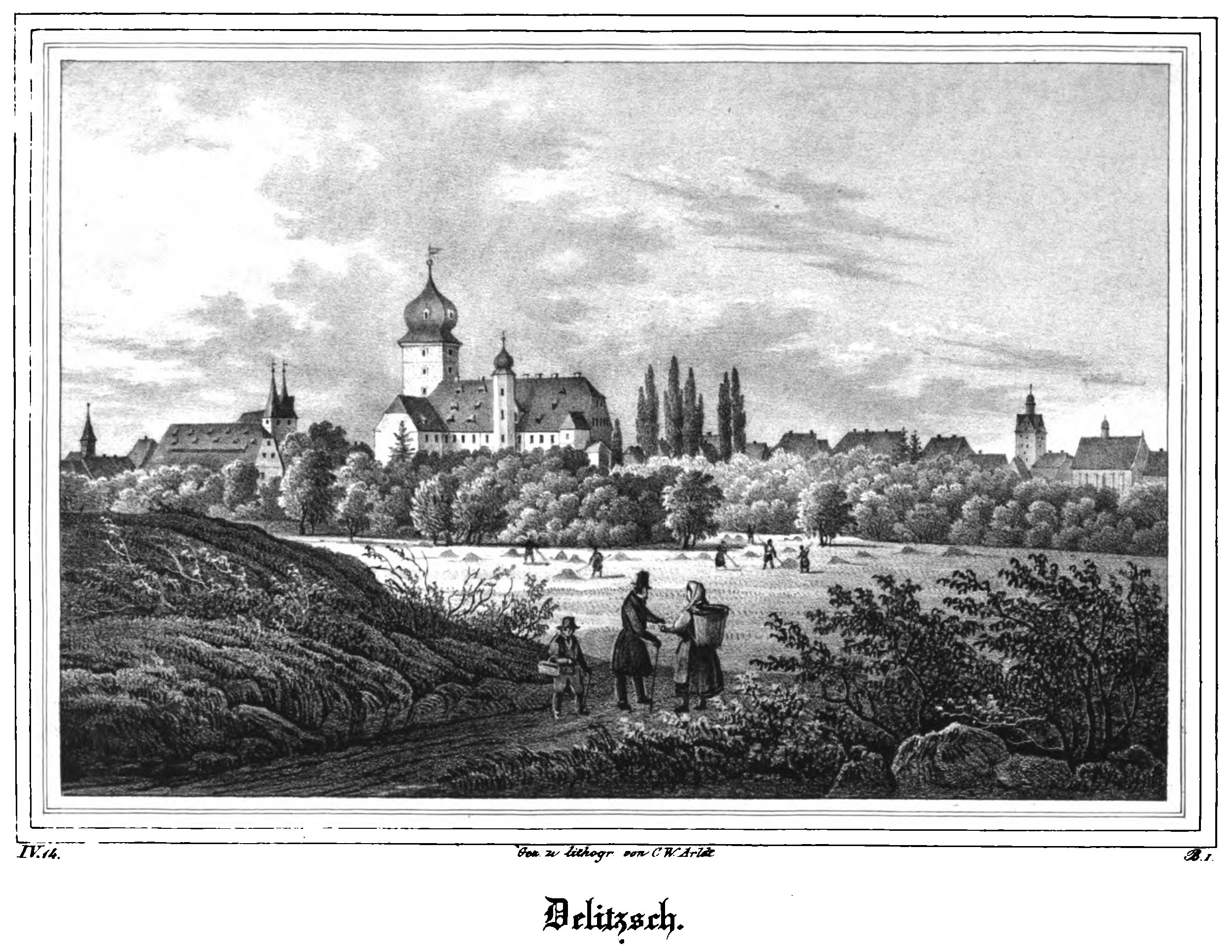
Abbildung (nördliche Ansicht) um 1839

Nach sehr wechselvoller Geschichte im 18./19. Jahrhundert nutzte nur noch das preußische Militär die Räume des Schlosses, bis 1849 als Garnison eines preußischen Landwehrregiments und bis 1860 als Artillerieschule. Die Regierung in Merseburg beschloss 1855 die Umnutzung des durch verschiedene Neubauten ergänzten Gebäudes als Zuchthaus. Im Dezember 1860 konnte nach mehrmaligen Bauunterbrechungen in mehreren Gebäuden des Schlossbezirkes der Regelbetrieb als Frauenzuchthaus aufgenommen werden. Sein Einzugsbereich erstreckte sich auf die gesamte preußische Provinz Sachsen. Untergebracht waren zumeist Frauen, die eine mehrjährige bis lebenslange Zuchthausstrafe zu verbüßen hatten. Im Schlossgebäude selbst waren die Schlafsäle und die Arbeitsräume von bis zu 300 Frauen eingerichtet. Im heutigen Gebäude der Stadtverwaltung befanden sich Isolier- und Lazarettzellen, Aufseherwohnungen und die Gefängniskirche. Die Leitung des Zuchthauses befand sich im Gebäude des heutigen Restaurants Zur Schloßwache. Die Strafanstalt bestand bis zu ihrer Auflösung im Jahr 1926, nur kurzzeitig 1866 unterbrochen, als das Schloss für mehrere Monate als Lazarett für verwundete Soldaten des Deutsch-Österreichischen Krieges diente.
Nach der Auflösung der Strafanstalt verhandelte die Stadt Delitzsch ab 1928 mit der Regierung in Merseburg über den Ankauf des gesamten Schlosskomplexes, um auf dem Gelände ein neues Krankenhaus zu errichten. Der Kaufvertrag wurde 1929 abgeschlossen, jedoch verhinderte im gleichen Jahr die Weltwirtschaftskrise alle weiteren Maßnahmen. Aufgrund der folgenden wirtschaftlichen Entwicklung mussten im Gebäude der Stadtverwaltung Obdachlosennotwohnungen eingerichtet werden und in das Schlossgebäude zogen das schon im Jahr 1900 gegründete Museum, eine Bibliothek und später auch eine Berufsschule ein. Das Museum erhielt am 5. April 1931 ein „Ehrenberg-Zimmer“, in dem ein großer Teil der Sammlungen des Delitzscher Naturforschers Christian Gottfried Ehrenberg untergebracht wurde.
Von 1974 bis 1993 kam es aufgrund erheblicher Schäden in der Baustruktur des Schlosses zur polizeilichen Sperrung des Gebäudes für die Öffentlichkeit. Im Sommer 1993 konnte das Museum im Schlossturm und in einigen Räumen des herzoglichen Appartements nach ersten umfangreichen Modernisierungsmaßnahmen wieder eröffnet werden. Bis 2005 zogen die Tourist-Information, das Standesamt, die Kreismusikschule und ein Veranstaltungskeller in das Schlossgebäude ein. Im Jahr 2008 konnte die über fast 20 Jahre währende umfassende Sanierung des Gebäudes abgeschlossen werden. Unter dem Motto Vive le plaisir (Es lebe das Vergnügen) findet seit 2002 alljährlich im Mai/Juni ein Schlossfest statt.
Im Jahr 2019 besuchten mehr als 13.500 Besucher die Dauer- und Sonderausstellungen im Museum.

## Beschreibung

### Herrenhaus

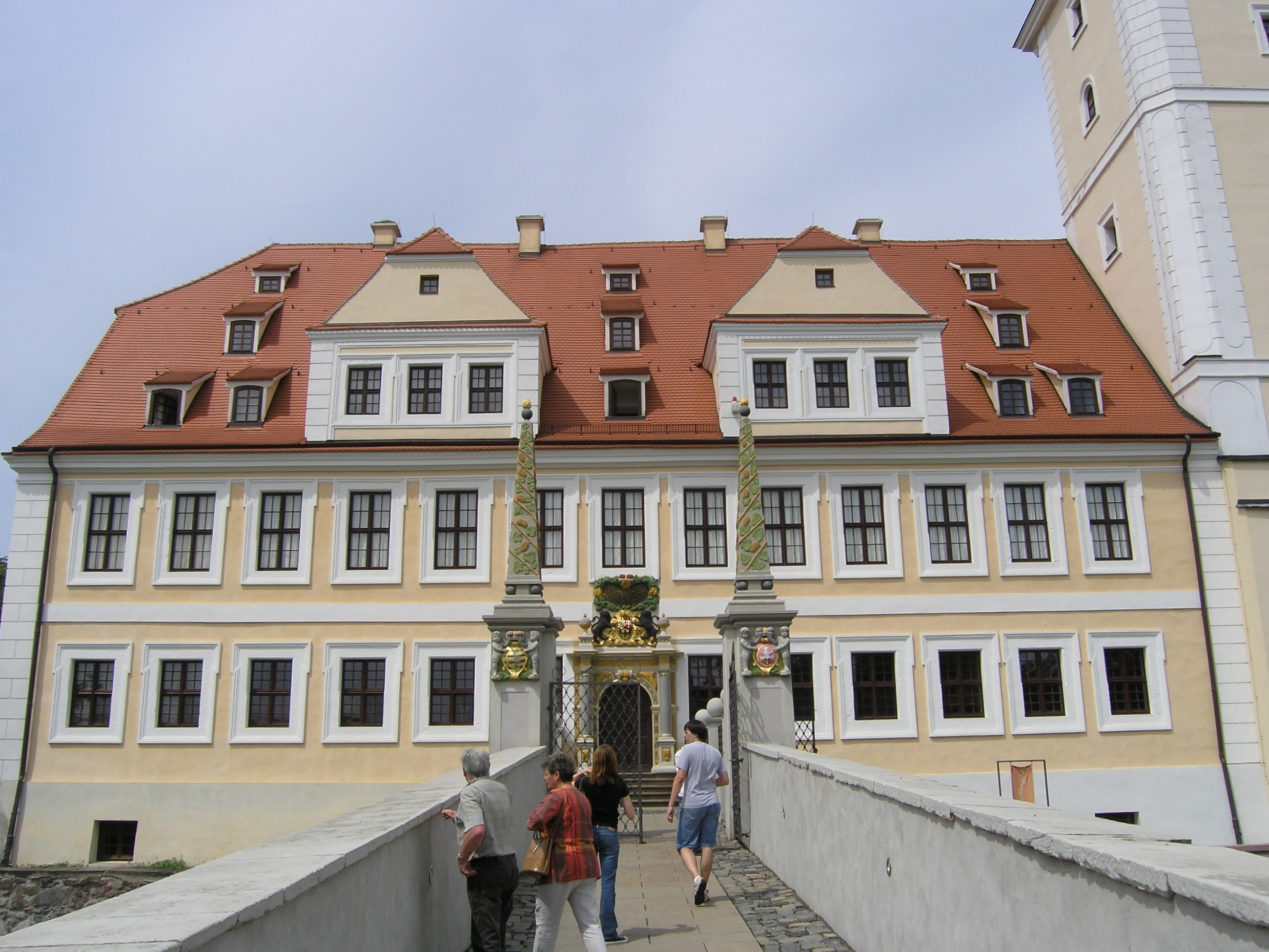
Herrenhaus mit Stifterportal und Obelisken

Das eigentliche Herrenhaus ist der zentrale vierstöckige Hauptflügel der zweiflügligen Schlossanlage. Die Fassaden des früher „Fürstenhaus“ genannten Flügels sind gelb gestrichen, Gesimse sowie Fenster- und Türfassungen in Weiß abgesetzt. Auf der Südseite des Satteldaches über der dritten Etage befinden sich zwei einstöckige Zwerchhäuser und elf Dachgauben, auf der Nordseite ein zweistöckiges, mit dem Treppenhaus verbundenes Zwerchhaus und 14 Dachgauben. Der östliche Seitenflügel verfügt über acht Dachgauben. Insgesamt besitzt das Schloss über 100 Fenster. Den Haupteingang bildet das Stifterportal, zu dem eine knapp 15 Meter lange und fünf Meter hohe Steinbrücke führt.
Im Jahr 1691 war ein Großteil der Umbauarbeiten zum Barockschloss am Herrenhaus abgeschlossen. Das Portal ist von zwei freistehenden, mit Pilastern hinterlegten Säulen gerahmt, die auf dem Sockel jeweils ein großes Akanthusblatt tragen. Am steinernen Türbogen sind Tulpen, Sonnenblumen, Weintrauben und Akanthusblätter dargestellt. Auch eine große Agraffe fällt dort auf. Diese schlusssteinartige Volute am Übergang zwischen Bogen und Gesims ist mit einem Akanthusblatt und einem mit Perlen geschmückten Bügel besetzt. Schildhalter der Kartusche mit den Wappenschilden des Kurfürstentums Sachsen, des Herzogtums Schleswig-Holstein-Sonderburg-Glücksburg und des Stifts Merseburg sind zwei schwarze Löwen als typische Herrschertiere. Über ihnen umranken Akanthusblätter, Voluten, Maiskolben, Weintrauben und Granatäpfel den Schild mit dem Stifterspruch, über dem der Fürstenhut mit Hermelinbesatz und mit Perlen besetztem Bügel auf einer großen Sonnenblume thront. Die Steinmetzarbeiten sind dem Merseburger Hofbildhauer Christian Trothe zuzuschreiben, dessen Anwesenheit in Delitzsch bis zum Jahr 1697 urkundlich belegt ist. Typisch für Schlossbauten im Fürstentum sind die paarweise angeordneten Obelisken an der Schlossbrücke, die altägyptischen Vorbildern nachempfunden sind. Zwei Puttenpaare an deren Pfeilern tragen das sächsische und das holsteinische Wappen, darüber ragen lang gestreckte Obelisken in den Himmel, bekrönt mit Kugeln, aus denen Flammen schlagen und mit Trauben tragenden Weinranken umwunden. Sie waren am 30. Oktober 1695 fertig gestellt.

### Schlossturm und Kellergewölbe
Der quadratische, etwa 50 Meter hohe Schlossturm befindet sich an der südöstlichen Ecke des Herrenhauses. Ursprünglich als mittelalterlicher Wehrturm errichtet, ist er heute Teil der Schlossanlage. Er wurde verteidigungstechnisch vorteilhaft aus Backstein erbaut und erst im 17. Jahrhundert verputzt. Sein heutiges äußeres Aussehen gleicht dem des Herrenhauses. 1695 erhielt der barocke Turm seine zwiebelförmige Welsche Haube, in der seit 100 Jahren Turmfalken oder Dohlen nisten. Im Turm sind auf mehreren Etagen Ausstellungen zur Stadtgeschichte zu sehen, wobei die Stockwerke über gusseiserne Wendeltreppen aus dem 19. Jahrhundert und jüngere Holztreppen verbunden sind. Von der obersten Ebene eröffnet sich ein weiter Blick in die Landschaft. Von dort aus führt eine hölzerne Treppe in die nicht öffentlich zugängliche barocke Turmhaube.
Unterhalb des Schlossfoyers befinden sich zwei übereinander liegende Kellergeschosse. Die beiden tiefsten Keller des Schlosses besitzen ein Tonnengewölbe und waren bereits im 14. Jahrhundert vorhanden. Wahrscheinlich befanden sich dort die Gefängnisverliese der Burg. Das darüber liegende Kellergeschoss besteht aus mehreren Räumen. Diese nutzte man im Zeitraum von 1860 bis 1926 als Arbeitsräume für die einsitzenden Frauen. Exponate aus dieser Zeit sind eine Zelleneinrichtung, der Altar der Zuchthauskirche und eine riesige Wäschemangel. Darüber hinaus kann sich der Besucher einen Eindruck über die Gerichtsbarkeit der letzten 600 Jahre im Delitzscher Raum verschaffen.
Der hauptsächlich als Wirtschaftsgebäude genutzte östliche Seitenflügel des Herrenhauses wurde an der Nordseite des Turmes angebaut. Im dortigen Erdgeschoss befanden sich zu Barockzeiten Küche und Wäscherei, im Obergeschoss Gemächer für das Dienstpersonal. Die Räume waren für den Schlossbetrieb im 16./17. Jahrhundert von enormer Wichtigkeit, was darauf schließen lässt, dass dieser Seitenflügel 1692 beim Einzug Christianes fertiggestellt war. Heute dienen die Räumlichkeiten zum größten Teil der Kreismusikschule Delitzsch.

### Innenräume

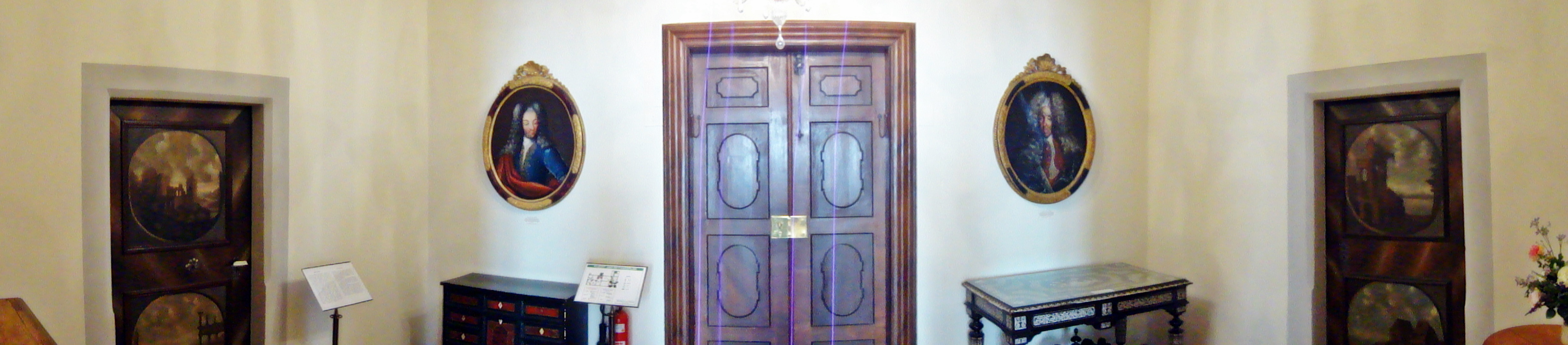
Kleiner Saal

Elf Räume des Herrenhauses sind mit historischem Mobiliar, Gebrauchsgegenständen und Kunstwerken aus dem 17./18. Jahrhundert ausgestattet und können während eines Schlossrundgangs besichtigt werden. Die anderen Zimmer dienen teilweise dem Stadtarchiv, der Kreismusikschule, der Tourismus-Information und dem Standesamt. Dennoch wurde ein großer Teil des herrschaftlichen Mobiliars, nach dem Tod der letzten Fürstin von Sachsen-Merseburg, Henriette Charlotte, nach Schloss Hubertusburg gebracht. Die Räumlichkeiten mit historischem Inventar sind alle in der zweiten Etage untergebracht. Ausnahme bildet hierbei die Schlossküche, welche sich Linkerhand des Eingangs zum Museum, also eine Etage unterhalb der herzoglichen Beletage befindet. Ursprünglich befand sich hier bis 1738 die Silberkammer, welche aber nach dem Tod der letzten Witwe die das Schloss bewohnte verschwand. Stattdessen verlegte man aufgrund der heutigen Platzverteilung die Küche aus dem Seitenflügel nördlich des Schlossturmes in den jetzigen Gewölberaum. Als Installation sind dort verschiedene Arbeitsplätze und Exponate, wie Herd, Backplatz, Fleischverarbeitung, Kohlreibe und eine Kräuterdarre ausgestellt.

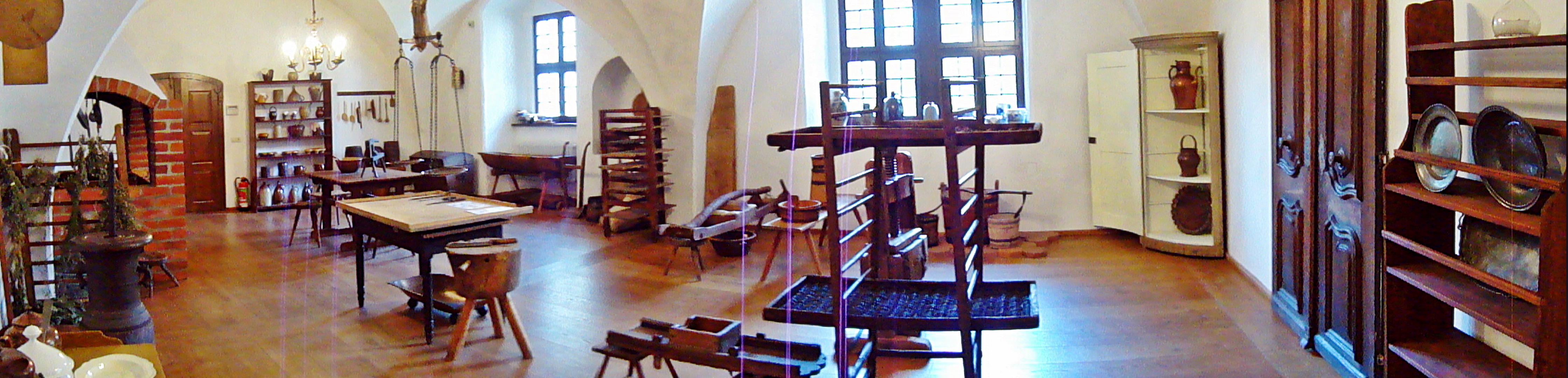
Schlossküche (ehemalige Silberkammer)

Die zweite Etage umfasst eine Fläche von fast 1000 Quadratmetern, verteilt auf zwölf Räume, wobei die zwei Räume nördlich des Schlossturmes nicht zum Museum gehören. Das gesamte fürstliche Appartement besitzt noch das originale Plattenparkett aus dem Jahr 1696 und ist bis auf das Vorgemach, den kleinen Saal und den Rundbau für Wechselausstellungen mit bedruckten italienischen Leinentapeten aus dem Jahr 1731 ausgestattet. Aufgrund der guten Befundsituation sind diese im mitteldeutschen Raum ein Unikat. Der größte Raum der herzoglichen Beletage, der Große Barocksaal, ist der erste Museumsraum, den man über den Schlossturm aus betritt. Von den Herzogenwitwen wurde er damals als größere Speisestube genutzt. Er vermittelt mit dem Ensemble aus Gemälden, Schnitzwerk und Mobiliar eine Vorstellung von den Dekorationsansprüchen der Stifterin Christiane von Sachsen-Merseburg. Es handelt sich dabei unter anderem um Exponate aus der früheren Fürstenloge der Stadtkirche. Mit dem barocken Hochaltar wurde 1889 ein Teil dieser Komposition veräußert. Die als Girlande gestalteten Fruchtstäbe, die Kartuschen mit den Initialen CW und das sächsisch-holsteinische Allianzwappen sind in östlichen Seite des Raumes befinden sich elf musizierende Engelsskulpturen. Die um 1720 geschaffene Gruppe stammt wahrscheinlich von einem süddeutschen oder Tiroler Orgelprospekt und zeigt mit gelocktem Haar, goldener Draperie und Flügeln typische Merkmale des Hochbarocks. Ende 2016 wurden die Saalwände nach historischem Vorbild mit karmesinroter Stofftapete ausgestaltet. Die durch den „Kulturraum Leipziger Raum“ geförderte Maßnahme kostete rund 36.000 Euro.

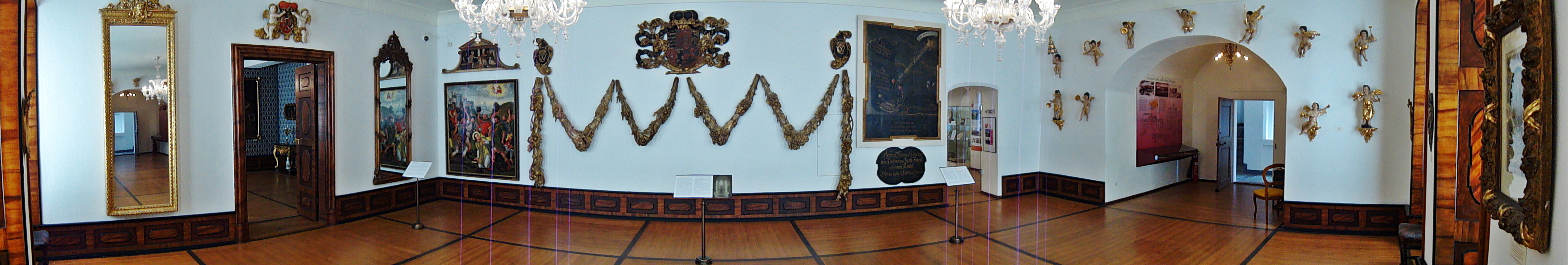
Großer Barocksaal (vor seiner Umgestaltung 2016)

Rechterhand des Barocksaals liegt der zweitgrößte Raum im fürstlichen Appartement, der Saal für Wechselausstellungen, welcher ursprünglich als Großes Tafelzimmer genutzt wurde. Durch eine heute nicht mehr vorhandene Tür konnten die Speisen direkt aus der im Seitenflügel befindlichen Küche hereingebracht werden. Der Umbau zu Museumszwecken erfolgte im 19. Jahrhundert. Dort werden regelmäßig wechselnde Sonderausstellungen zur Kultur-, Politik- und Wirtschaftsgeschichte der Region gezeigt.
Westlich des Großen Barocksaales befindet sich das Vorgemach. Diesen Raum prägen zwei Repräsentationsgemälde, die Friedrich August II. und seine Gemahlin Maria Josepha darstellen. Eine weitere Besonderheit sind die beiden kleineren ovalen Gemälde gegenüber der Fensterfront. Eines zeigt die Verkündigung Mariae, das andere ist ein seltenes Bildnis des Fürstenpaares Christian und Christiane von Sachsen-Merseburg.

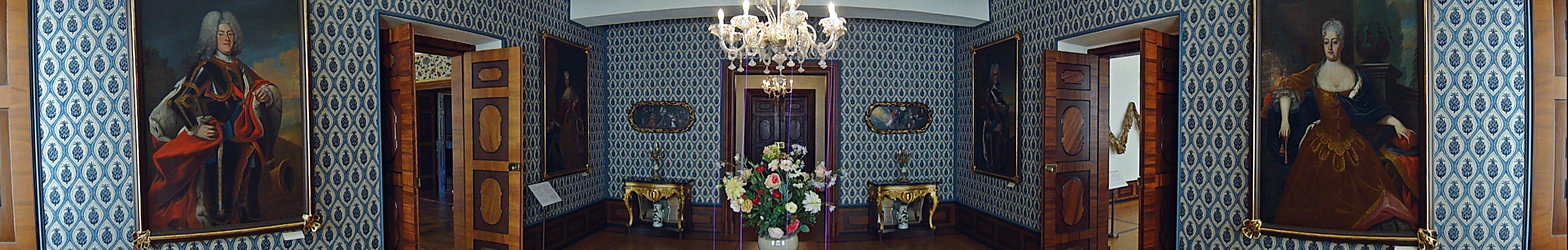
Vorgemach

Das Audienzzimmer, der Wohn- und Empfangsraum im Appartement der fürstlichen Witwen, verfügt neben sternförmigen Intarsien im Parkett auch über einen schwarzen Marmorkamin, über dem sich ein verzierter Stuckaufsatz bis zur Decke erhebt. Die auf den Kaminkonsolen ausgestellten Pretiosen aus Keramik verdeutlichen die Asienbegeisterung im Barock und Rokoko. Ein besonders dekoratives Gemälde ist das Jagdstück des Malers Lambert de Hond, Auszug zur Jagd, ein Barockkunstwerk mit den für die niederländische Malerei typischen Licht-Schatten-Kontrasten.

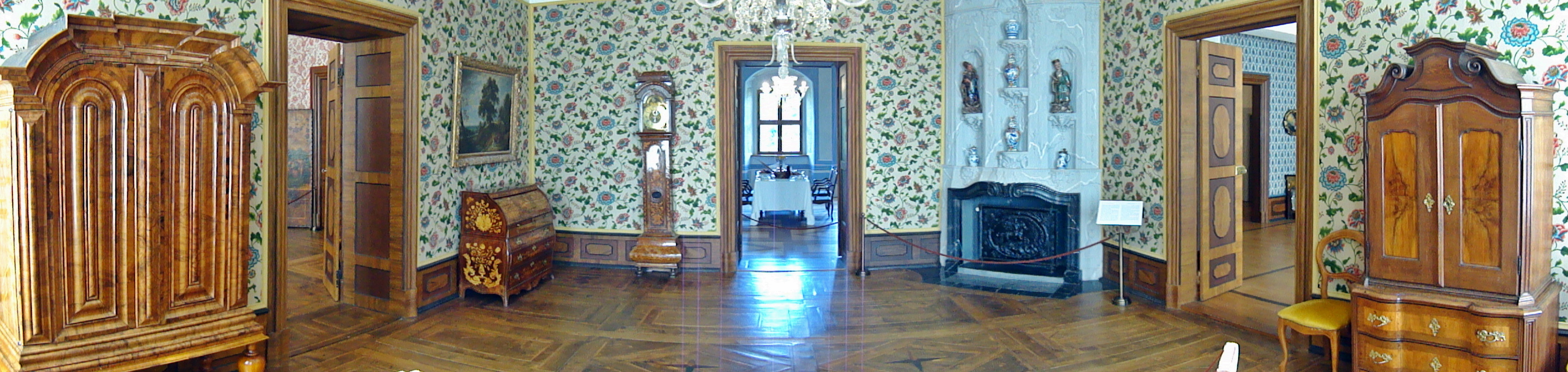
Audienzzimmer

Das Ankleide- und Badezimmer (damals: Retirade) befindet sich an der südwestlichen Seite der Beletage. Wie im Audienzzimmer existiert auch hier ein Kamin. Der sogenannte Rokoko-Ofen aus Keramik und Gusseisen befindet sich rechts gegenüber der Fensterfront in einer stuckierten, mit filigranem Bandelwerk verzierten Muschelkonche. Auch über die bewegliche Ausstattung gibt das Inventar von 1735 detailliert Auskunft. Danach waren sämtliche Fenster mit Vorhängen aus weißer Leinwand gerahmt. Verkleidungen der Wandflächen aus schlichten Holzpaneelen im Sockelbereich und in den Fensternischen des Audienz- und des Ankleidezimmers erschienen durch eine Nussbaumlasur zur damaligen Zeit edler.
Direkt neben dem Ankleide- und Badezimmer liegt das Schlaff-Gemach. Der kleine, damals nicht beheizbare Raum zeigt am Wandsockel und im Fenstergewände Grisaille-Malereien auf grünem Grund. In gleicher ornamentaler Gestaltung befinden sie sich auch auf der Innenseite der zweiflügeligen Eingangstür. Eine Besonderheit ist die Einlegearbeit im Plattenparkett mit der Jahreszahl 1696 und den Initialen CW, gekrönt von einem Fürstenhut. Dieser Raum diente den Witwen als Schlafzimmer. Das Bett besitzt gedrehte Säulen, die einen Baldachin tragen und Architekturelemente wie angedeutete Pilaster mit Kanneluren und Kapitellen, Farbfassungen sowie rankende Akanthusblätter.
Bets-Stübgen und Bibliothec waren neben Ankleide- und Schlafzimmer weitere intime Räume des fürstlichen Appartements und liegen nördlich der zweitgenannten. In der kleinen Betstube konnte die Witwe ihre täglichen Morgen- und Abendgebete abhalten. Die einflügelige Tür mit den beiden Tafelgemälden zeigt ikonografisch die sakrale Zweckbestimmung dieses Raums. Die benachbarte Bibliothek war ursprünglich mit mehreren Bücherschränken ausgestattet, allerdings ist über die Büchersammlung der Fürstinnen nichts mehr bekannt.
Das zwischen Schlafgemach und Betstube beziehungsweise ehemaligem Eingang in die Beletage befindliche Taffel-Zimmer, war der kleinere der beiden Speiseräume des fürstlichen Appartements. Der gänzlich in den Farben Blau und Weiß gestaltete Raum bot Platz für die mehrgängigen Mahlzeiten. In diesem Zimmer befindet sich neben einer weißen Vitrine und einem Esstisch für fünf Personen auch ein Gemälde der Herzogin Henriette Charlotte.

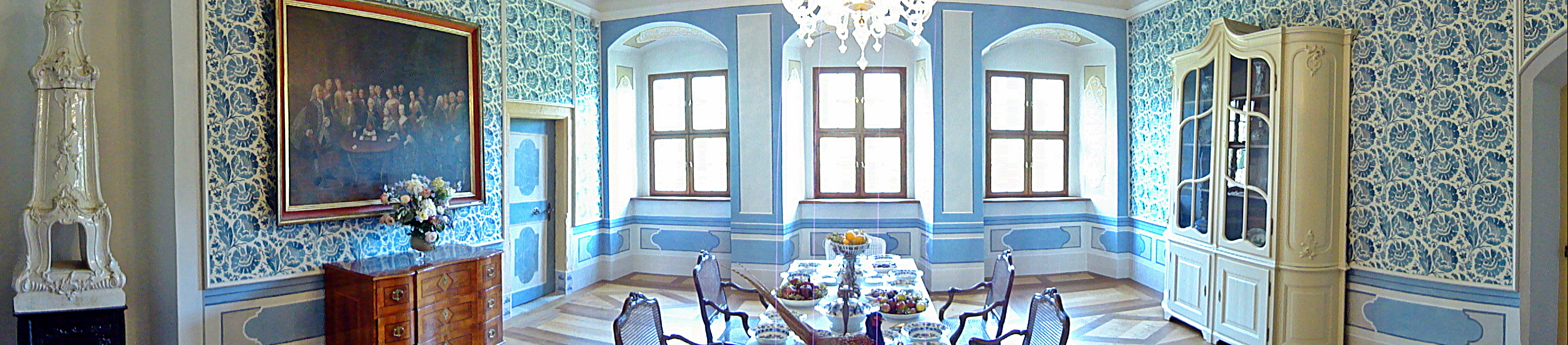
Tafelgemach

Zwischen dem Tafelzimmer und dem Rundbau für Wechselausstellungen liegt ein weiterer fensterloser Raum (damals: aufm Saale), der im 17. und 18. Jahrhundert als Entrée der Beletage diente. Die adligen Bewohner und deren Gäste erreichten über den an der Rückseite des Schlosses angebauten vierstöckigen Treppenturm das Hauptgeschoss. Von diesem Raum aus gelangt man nach links in das große Tafelzimmer, nach rechts in das kleine Tafelzimmer. Kunsthistorisch wertvoll sind in diesem Bereich die beiden einflügligen, mit Ruinenlandschaften bemalten Türen eines unbekannten Künstlers und ein Altersbildnis des Rittergutsbesitzers und Advokaten Dr. Christian Schulze. Dieser hatte sich um 1730 als Stifter für die barocke Umgestaltung der Delitzscher Marienkirche hervorgetan.

## Barockgarten

### Entwürfe und Gestaltung

Grundriss um 1740

Bereits um 1540 wurde parallel zum Umbau der Burg in ein Renaissanceschloss ein Garten angelegt, dessen Reste die fürstliche Herzogswitwe Christiane von Sachsen-Merseburg bei der Neuanlage eines Barockgartens entfernen ließ. Für dessen Planung und Gestaltung wurde der merseburgisch-fürstliche Hofgärtner Andreas Gotthard Carl verpflichtet, der seine ersten Entwürfe 1692 vorlegte. Eine symmetrische Anlage des Gartens konnte wegen des Schlossvorplatzes, der bereits als Hof für Kutschen und Fuhrwerke diente, nicht realisiert werden. So wurde der barocke Garten auf dem Grundstück westlich des Schlosses angelegt.
Der nach dem Schema klassischer Barockgärten entworfene Schlosspark sollte in seiner Grundstruktur aus einem großen Rondell und einem strahlenförmigen Wegesystem bestehen. Am Hauptweg zum Schloss, an dem Linden gepflanzt wurden, lag der Haupteingang zum Garten. Von einem Punkt aus führte ein strahlenförmiges Wegesystem zu zwei parterres de broderie. Die Alleenanlage war dabei so streng symmetrisch gehalten, dass der mittlere der damals sieben Wege zentral auf das südöstliche Rondellquartier traf. Eine Besonderheit bildete die alleeartige Bepflanzung der Wege. Die eingeschränkte Platzsituation erforderte eine Kombination von Nutz- und Lustgarten, deshalb waren die Wege von Obstbäumen gesäumt. Damit war der vom restlichen Schlossbezirk durch eine Natursteinmauer abgetrennte Garten, der eigentlich nur dem Adel zum „Lustwandeln“ dienen sollte, auch für das Dienstpersonal zugänglich.
Das aus Broderieparterres gebildete Rondell im nördlichen Teil des Gartens bestand aus vier gleich großen Quartieren, die als Zierbeete angelegt waren. Die Einfassungen dieser Beete bildeten Stachel- und Johannisbeersträucher sowie Lavendel, Baldrian und Salbei. In der Mitte des Rondells befand sich vermutlich eine größere Statue oder ein Brunnen als ein prägnanter Point de vue. Dass die Zierbeete von Carl in vier Quartieren zu einem Rondell angeordnet wurden, ist auf die Lage des zur Verfügung stehenden Grundstücks zurückzuführen. Neben diesem Rondell hatte er für die südliche Ecke des Gartengrundstücks ein trapezförmiges, heute nicht mehr erhaltenes Tapis vert geschaffen, das als symmetrisches Beet zwei Akanthusornamente aufwies. Diese auch Boulingrin genannten einfachen Rasenflächen wurden für Ballspiele der herzoglichen Familie und ihrer Gäste benutzt. Im gesamten Gartenareal, vor allem an den Enden der Alleen und in der Mitte des Rondells, waren insgesamt zehn Vasen, zwei große und 14 kleine Statuen sowie sechs Sitzbänke aus Stein aufgestellt. An einem Teil der Gartenmauer, die zugleich die Stadtmauer bildete, waren Weinstöcke gepflanzt. Am 16. März 1693 spazierte Christiane von Sachsen-Merseburg das erste Mal durch ihren Lustgarten. Während des Aufenthaltes von Herzogin Henriette Charlotte im Schloss Delitzsch betreute der Schlossgärtner J. M. Purths die barocke Grünanlage.
Im 19. Jahrhundert wurde das gesamte Areal zu kleinteiligen Gemüse- und Obstgärten umgestaltet, später auch mit Baracken und einem Freilichtkino bebaut. 1943 errichteten französische Kriegsgefangene unterhalb der heutigen Gartenanlage einen Luftschutzbunker mit drei Zugängen. Über dessen Nutzung während der Kriegszeit ist jedoch wenig bekannt. Nach Kriegsende wurde er auf Anweisung des sowjetischen Stadtkommandanten als Lebensmittellager für Soldaten genutzt. Ab Anfang der 1960er Jahre sollte der Bunker der Zivilverteidigung, im Fall eines atomaren Angriffs dienen. Aus dieser Zeit stammt auch die noch heute spärlich vorhandene Ausstattung.

### Heutige Gestalt

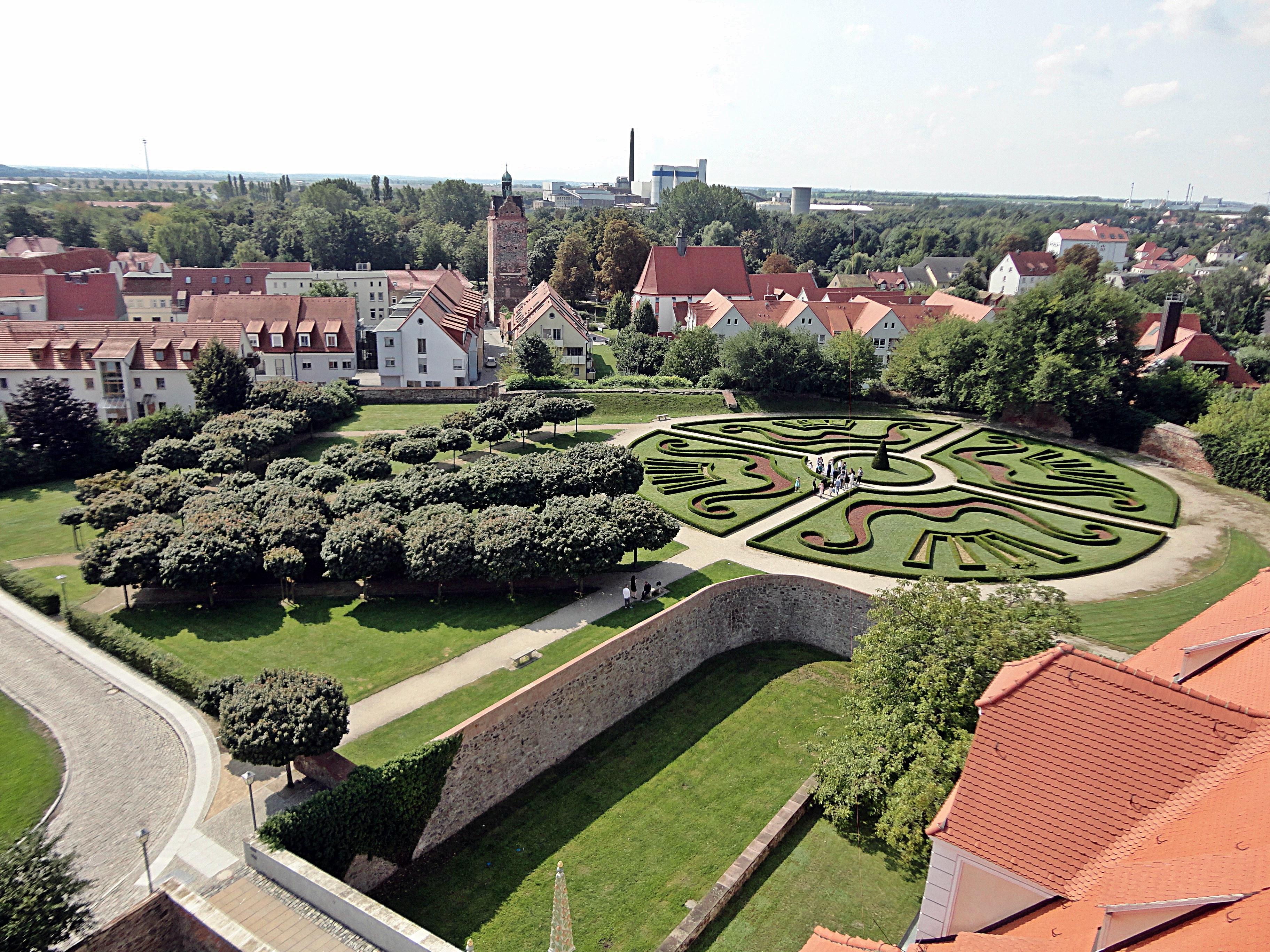
Blick vom Schlossturm auf den Barockgarten

Der Barockgarten ist in seiner heutigen Gestalt eine Nachbildung der im 17. Jahrhundert von Andreas Gotthard Carl geschaffenen Anlage. Von 1996 bis 2000 wurde er auf Grundlage eines Originalplans aus der ersten Hälfte des 18. Jahrhunderts rekonstruiert. Die Gartenanlage südwestlich des Schlosses umschließt eine Fläche von etwa 110 × 115 Metern. Gut zwei Drittel der Grünfläche sind noch von der aus dem 15. Jahrhundert stammenden städtischen Wehranlage umgeben. Das restliche Drittel ist durch eine niedrige Hecke vom übrigen Schlossbezirk abgegrenzt. Von dem ursprünglich strahlenförmigen Wegesystem existieren noch vier Wege, die alleeartig von Ahornbäumen gesäumt werden. Zwischen diesen Wegen befinden sich ausgedehnte Rasenflächen. Das als Broderieparterre gebildete Rondell wird durch ein vierteiliges Wegesystem in vier Rondellquartiere geteilt und nimmt gut die Hälfte der Grünanlage ein. Die Rondellquartiere besitzen kronenähnliche Ornamente, die durch farbigen Ziegelbruch hervorgehoben werden. Die Einfassungen der Rondellquartiere und Ornamente bildeten Buchsbaumhecken. In der Mitte des Rondells befindet sich eine Zuckerhutfichte. Das damals trapezförmige Broderieparterre südlich des Gartens konnte bei der Neuanlage nicht wiederhergestellt werden, da sich das Gelände damals bereits im Privatbesitz befand und dort Parkplätze eingerichtet worden sind.